# San Francisco, Tejupilco
San Francisco är en ort i kommunen Tejupilco i delstaten Mexiko i Mexiko. Samhället hade 133 invånare vid folkräkningen 2020.